# Insula in flumine nata
La locuzione latina insula in flumine nata (lett. isola nata nel fiume) indica il fenomeno naturale della emersione di un'isola in mezzo ad un fiume.
In diritto romano la locuzione indica un modo di acquisto della proprietà a titolo originario a favore dei proprietari prospicienti le rive del fiume. Il giurista romano Gaio descrive in tal modo il fenomeno nelle sue Istituzioni:
(Gaio, Institutiones II, 72.)
Nelle istituzioni giustinianee troviamo ripetuto il medesimo principio, con l'ulteriore precisazione che l'isola emersa nella linea mediana andrà suddivisa tra i proprietari in misura corrispondente all'estensione di ciascun fondo lungo la riva.